# Pietro Olivetano
Loyuis Pierre Robert, conosciuto come Pietro Olivetano o Pierre Olivètan (Noyon, 1505 circa – Roma, 1538), è stato un pedagogo e teologo francese.

## Biografia
Parente di Giovanni Calvino, Pietro Olivetano  è autore della prima traduzione protestante della Bibbia in francese, la cosiddetta Bibbia di Olivetano che fu pubblicata per la prima volta nel 1535 a Neuchâtel.
Nato a Noyon, in Francia presumibilmente nel 1505, cugino di Giovanni Calvino, studiò a Orléans. Nel 1528, si trasferì a Strasburgo, dove studia ebraico con Martin Bucero e Volfango Capitone. Rinunciò a diventare pastore della chiesa riformata per diventare insegnante, prima a Neuchâtel, dal 1532 a Ginevra e dal 1533 nelle valli valdesi del Piemonte. Questo interesse per la pedagogia è confermato dall'unica sua pubblicazione nota: Instruction des enfans del 1533. Nel 1532, i valdesi decisero di aderire alla Riforma ginevrina e contemporaneamente decisero di finanziare la traduzione completa della Bibbia in francese, la lingua che si parlava allora nelle valli valdesi.
Tale compito fu affidato a Olivétan che completò l'opera in meno di due anni, traducendo dagli originali ebraico e greco.
La prima edizione della Bibbia fu pubblicata nel 1535 a Neuchâtel, con una ben nota prefazione dello stesso Calvino.
Fino alla morte, lavorò alla revisione di questa edizione che rimarrà la base di ulteriori edizioni fino a quella di Ginevra del 1588, conosciuta come Bibbia dei pastori e dei professori. 
Olivétan lasciò Ginevra nel 1538 e morì in Italia nell'estate dello stesso anno.

## Opere
- Instruction des enfans, Ginevra, 1533